# فهرست شهرهای آنتیگوا و باربودا

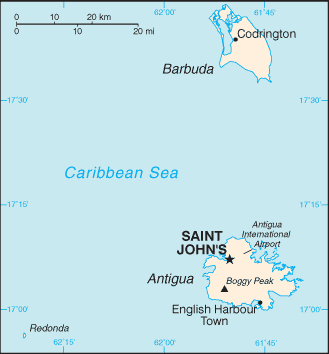
نقشهٔ آنتیگوا و باربودا

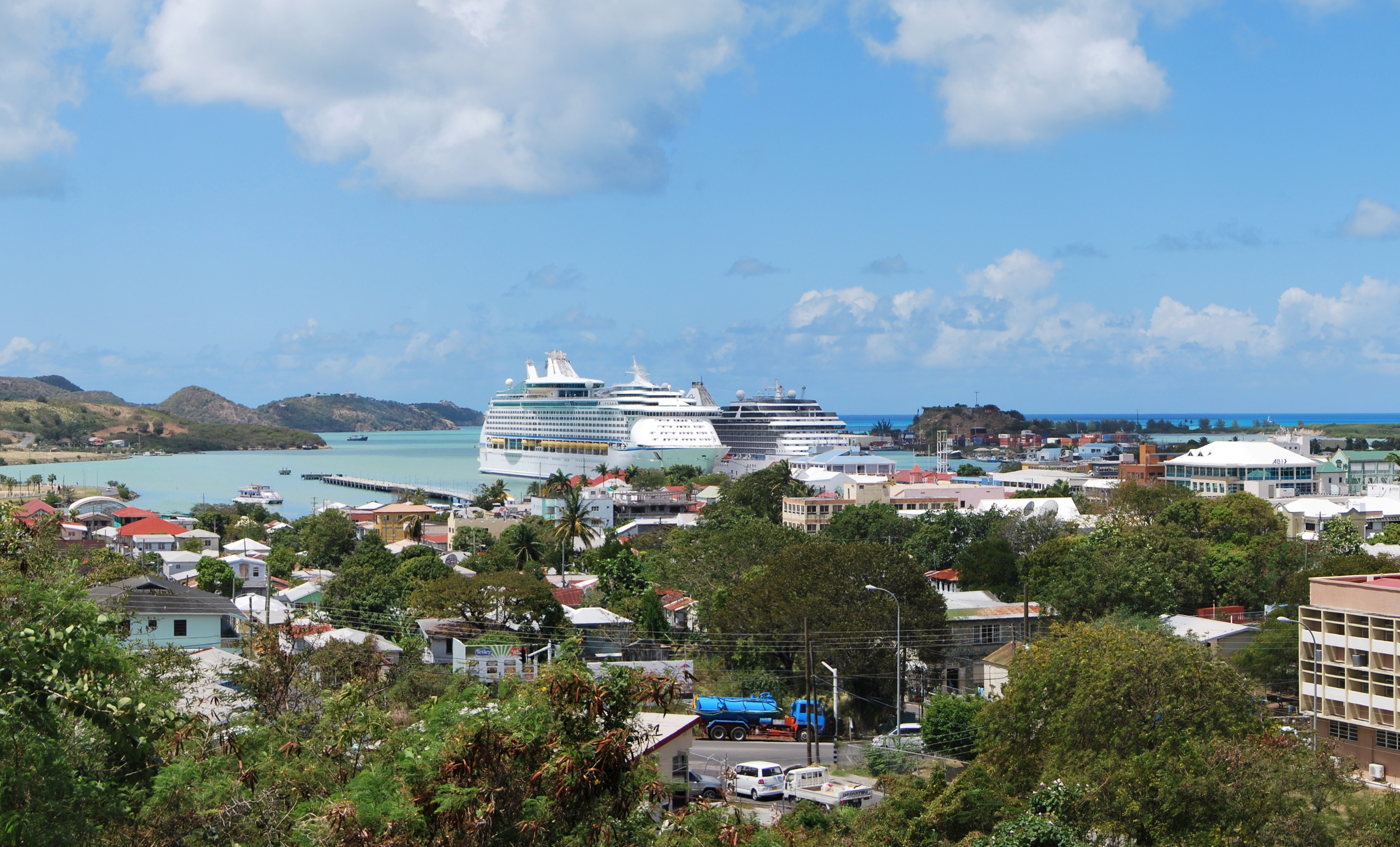
سینت جانز پایتخت آنتیگوا و باربودا

- آل سینتس، آنتیگوا و باربودا
- بولانز
- کارلیسل، آنتیگوا و باربودا
- کلر هال، آنتیگوا و باربودا
- سدار گروو، آنتیگوا و باربودا
- کودرینگتون، باربودا
- خلیج دیکنسون
- اینگلیش هاربور
- فالموف، آنتیگوا و باربودا
- فری تاون، آنتیگوا و باربودا
- جنینگز، آنتیگوا و باربودا
- لیبرتا
- اولد رود
- پرهم، آنتیگوا و باربودا
- پیگاتس
- پاترز ویلیج
- سیویو فارم
- سینت جانز
- سوئتس
- ویلیکیز

## ۱۰ شهر اول از نظر بزرگی و جمعیت
1. سینت جانز ۲۲٬۶۳۴
2. آل سینتس، آنتیگوا و باربودا ۳٬۴۱۲
3. لیبرتا ۲٬۲۳۹
4. پاترز ویلیج ۲٬۰۶۷
5. بولانز ۱٬۷۸۵
6. سوئتز ۱٬۵۷۳
7. سیویو فارم ۱٬۴۸۶
8. پیگاتس ۱٬۳۶۳
9. پرهم، آنتیگوا و باربودا ۱٬۲۷۶
10. کلرهال، آنتیگوا و باربودا ۱٬۲۷۳